# Pseudoxytenanthera monadelpha
Pseudoxytenanthera monadelpha är en gräsart som först beskrevs av George Henry Kendrick Thwaites, och fick sitt nu gällande namn av Thomas Robert Soderstrom och R.P. Ellis. Pseudoxytenanthera monadelpha ingår i släktet Pseudoxytenanthera och familjen gräs. Inga underarter finns listade i Catalogue of Life.